# Ace Ventura: The CD-Rom Game
Pour les articles homonymes, voir Ace Ventura.
Ace Ventura: The CD-Rom Game est un jeu vidéo d'aventure développé et édité par 7th Level, sorti en 1996 sur Windows.
Le jeu est adapté de la série d'animation Ace Ventura. Il adopte un style graphique de type cartoon.

## Système de jeu
Ce jeu vidéo fonctionne au tactile: Par exemple pour bouger Ace (le personnage principal), il sufit de toucher l’écran ou encore, interagir avec des objets en cliquant dessus.

## Accueil
- GameSpot : 6,6/10[1]